# Omphalestra mesomelana
Omphalestra mesomelana là một loài bướm đêm trong họ Noctuidae.